# Jan VIII (syryjsko-prawosławny patriarcha Antiochii)
Jan VIII (ur. ?, zm. ?) – w latach 1049–1057 68. syryjsko-prawosławny Patriarcha Antiochii. 